# Tellervo aequicinctus
Tellervo aequicinctus är en fjärilsart som beskrevs av Osbert Salvin och Frederick DuCane Godman 1877. Tellervo aequicinctus ingår i släktet Tellervo och familjen praktfjärilar. Inga underarter finns listade i Catalogue of Life.